# Trechtingshausen
Trechtingshausen este o comună din landul Renania-Palatinat, Germania.